# Velké Maroko

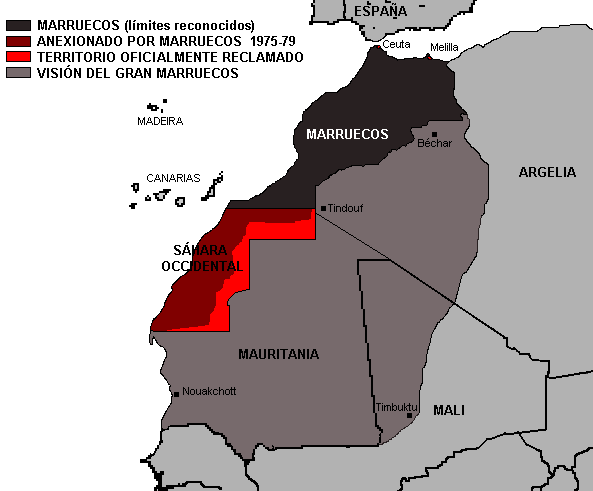
Koncept Velkého Maroka

Velké Maroko (arabsky المغرب الكبير) je politický koncept, vytvořený marockou vládou v 50. a 60. letech 20. století. Rozporoval koloniální správní rozdělení severovýchodní Afriky. Jeho cílem bylo připojit k Maroku Západní Saharu, Mauretánii, část Mali a část alžírské Sahary. Fakticky ovládnout se Maroku podařilo však jen část Západní Sahary.

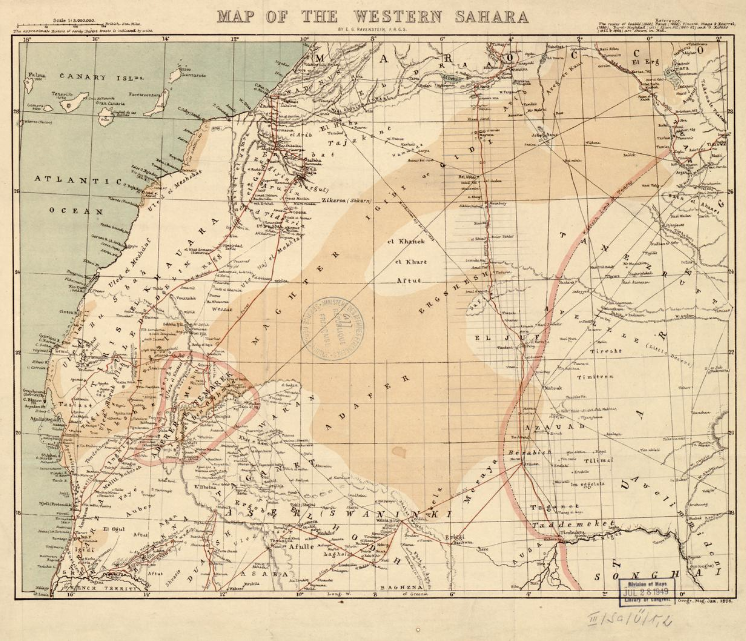
Západní Sahara roku 1876